# Normalkirche Schinkels

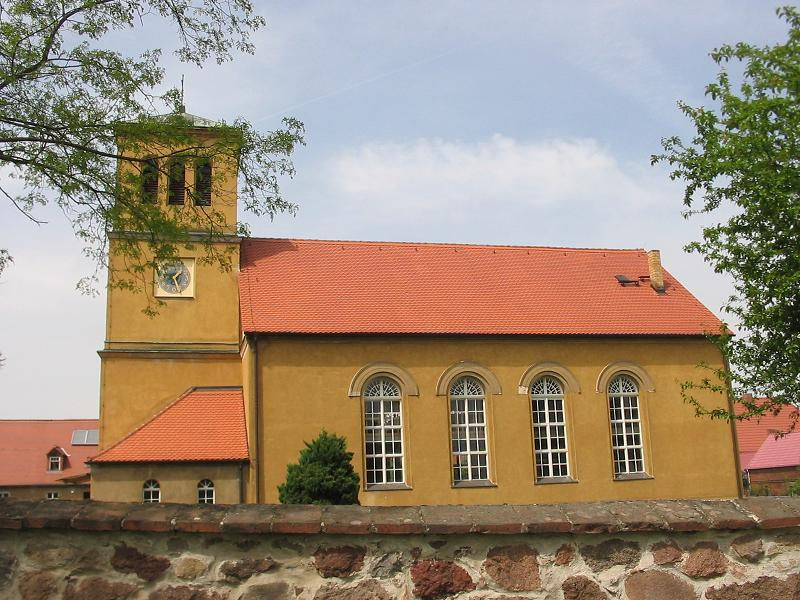
„Normalkirche“ von 1840 in Lütte

Die sogenannte Normalkirche Schinkels ist eine allgemeine Vorlage Karl Friedrich Schinkels für Kirchenbauten in ländlichen Gegenden Preußens. Der schlichte, sparsame klassizistische Rundbogenbau kam in der Regel mit lediglich geringen regionalen Abweichungen zur Ausführung, wodurch in der Planungsphase Kosten gespart werden konnten.

## Entwurf
Der „Baumeister Preußens“ entwarf 1825 im Auftrag Königs Friedrich Wilhelm III. einen Prototyp für eine derartige Einheitskirche, bei der ihm sein erster Kirchenbau, die ein Jahr zuvor vollendete Kirche St. Nicolai in der Magdeburger Neuen Neustadt, als Vorlage gedient haben soll. Hier wollte er nach der 1817 erfolgten Auftragserteilung ursprünglich einen gotisch orientierten Kirchenbau errichten, der aus Kostengründen nicht zur Ausführung kam.

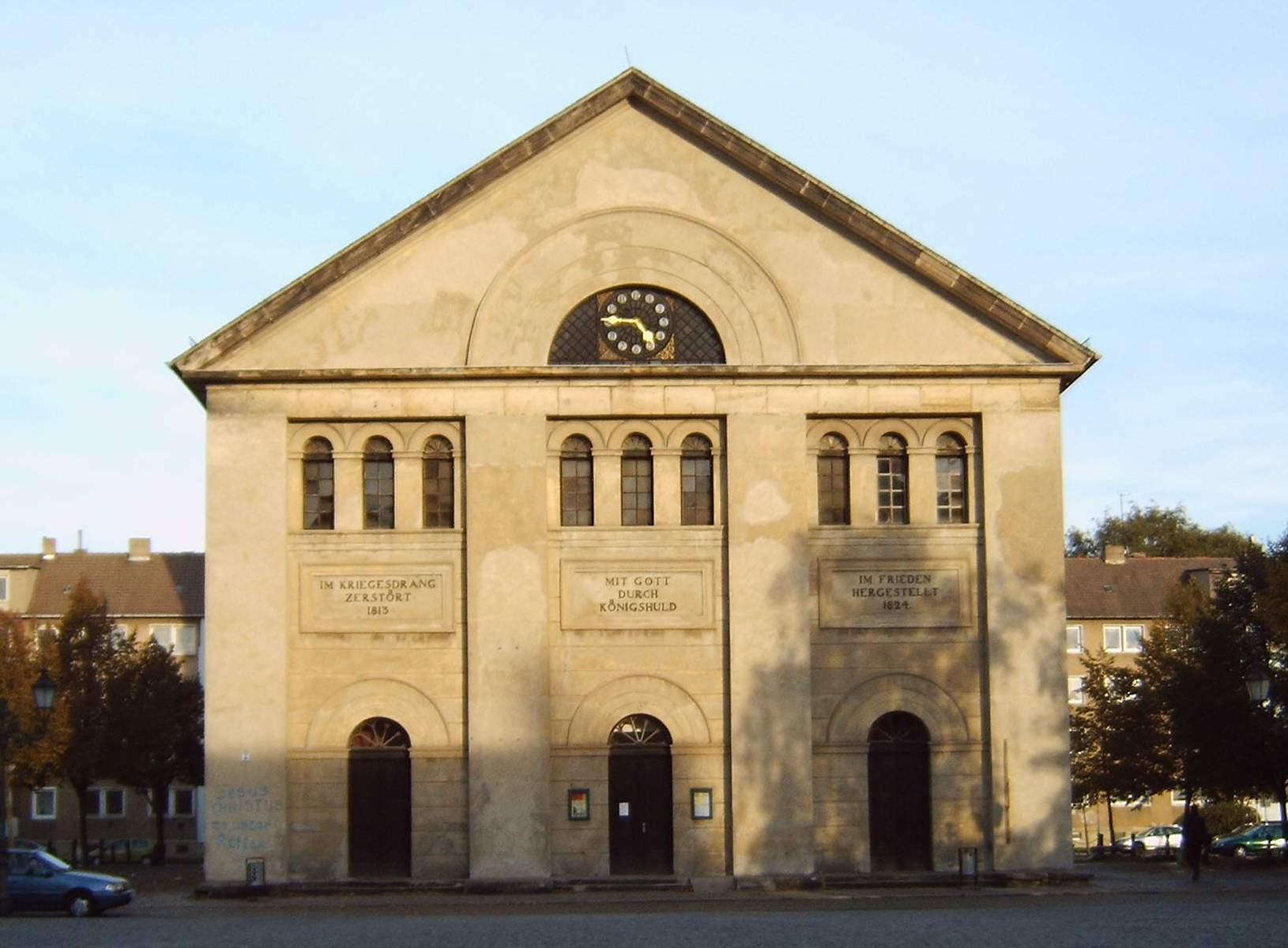
Vorbild St. Nicolai in Magdeburg, Westseite

Auch die Konzeption der gedrungenen Kirchtürme in der Normalkirche Schinkels geht möglicherweise auf die Erfahrungen aus dem Magdeburger Kirchbau zurück. Denn Schinkel hatte in einem zweiten Entwurf – gemeinsam mit dem Bau-Kondukteur (Bau-Leiter) und Kupferstecher Johann Conrad Costenoble (1776–1840) – einen zeitgemäßen hohen Kirchturm vorgesehen. Der Magdeburger Stadtkommandant lehnte diesen Turm ab, da er mögliche feindliche Einblicke in die Festung befürchtet haben soll. Damit kam ein dritter und letzter Entwurf zur Ausführung, der einen vergleichsweise niedrigen Turm vorsah und der den Vorstellungen von einem preiswerten einfachen Bau für schnell wachsende oder neue Gemeinden und Siedlungen mit geringen Geldmitteln entsprach.
Als Vorlage käme auch die kleine turmlose Kirche in Nakel im Herzogtum Posen, die Schinkel 1819 entwarf und die nur 4000 Taler kostete, in Frage. Dem König Friedrich Wilhelm III. soll das Kosten-Nutzen-Verhältnis so gut gefallen haben, dass er sie 1827 im Normalkirchenerlass zum Vorbild aller evangelischen Kleinkirchen in Preußen bestimmte. Sie zeichnete sich durch pfeilerartige Eckelemente sowie Rundbogenfenster an den Längs- und Lünettenfenstern an den Schmalseiten aus. Das Innere war hallenartig durch Pfeiler unterteilt, das Mittelschiff mit einer Holztonne überwölbt, und in den Seitenschiffen gab es Emporen.

## Ausführung

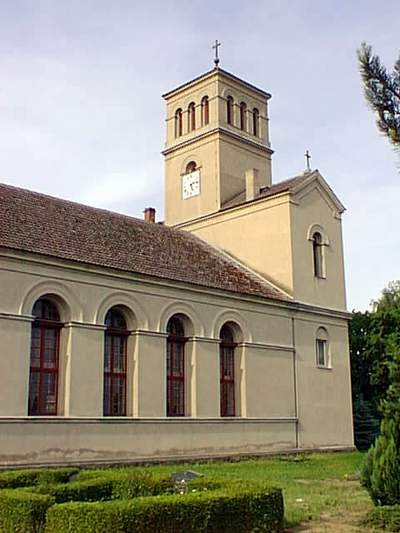
Normalkirche in abweichender Ausführung mit Turm und Nebentürmen in Wuthenow

Während sich die Dörfer und Gemeinden in der Regel nur geringe Abweichungen in der Ausführung der Normalkirchen erlauben konnten, kam es in der Innenausstattung im Laufe der Zeit zu deutlichen Unterschieden. Sobald sie dazu in der Lage waren, statteten einige Dörfer ihre Gotteshäuser beispielsweise mit einem prunkvollen Flügelaltar aus.
Wegen der schnellen und preiswerten Bauweise arbeitete Schinkel parallel an Fachwerkkirchen. Die Ausfachungen des turmlosen Saalbaus mit separatem Glockenturm in Sophiental im Oderbruch (s. u.) wurden unter seinem Einfluss mit Ziegeln ausgefüllt. Das Thema der seltenen Ziegelfachwerkkirchen griffen die Schinkelschüler Friedrich August Stüler und August Soller im Musterbuch der Entwürfe zu Kirchen, Pfarr- und Schulhäusern auf. Nach den Blättern 16 und 17 aus Stülers Folianten von 1852 entstand beispielsweise 1860 die ungewöhnliche rotleuchtende Ziegelfachwerkkirche in Dippmannsdorf. Der kleine Saalbau entspricht in seiner Grundkonzeption mit polygonaler Apsis und Hufeisenempore ganz dem Typus der von Schinkel für die dörflichen Gemeinden konzipierten Normalkirche. Allerdings ließ sich der Rundbogenstil der Normalkirche nicht in Fachwerk umsetzen. Zudem hatte diese Bauweise für Kirchen keine Zukunft. Der schlichte Stil und die einfache Bauweise fand mehr Anklang bei der Zweckarchitektur wie Bahnhöfen und Werkstatthallen.
Mit dem Amtsantritt Friedrich Wilhelm IV. im Jahr 1840 kam es zumindest im engeren Berliner Raum zunehmend zur Ablehnung von Bauten nach Schinkels Musterplan. So setzte der „Romantiker auf dem Thron“ beispielsweise bei der Spandauer Kirche St. Marien am Behnitz gegen die ursprünglichen Planungen ein an altchristlichen Basiliken orientiertes Gotteshaus durch. Dem Gegenentwurf des Oberbaurats August Soller fügte er abschließend noch vier „Thürmchen im Zinkgussverfahren“ hinzu.

## Beispiele
| Ort                                            | Baujahr   | Bezeichnung                            | Bemerkungen                                                                                         |
| ---------------------------------------------- | --------- | -------------------------------------- | --------------------------------------------------------------------------------------------------- |
| Annenwalde                                     | 1833–1835 | Dorfkirche Annenwalde                  | |
| Eller                                          | 1827–1829 | Pfarrkirche St. Gertrud                | Entwurf Schinkels, 1901 abgebrochen                                                                 |
| Edersleben                                     | 1828–1830 | St.-Bartholomäus-Kirche                | |
| Frauenwald                                     | 1830–1831 | St. Nicolai                            | |
| Guttstadt (Ostpreußen), seit 1945 Dobre Miasto | 1830–1834 | Evangelische Kirche Guttstadt          | nach Brand seit 1968 Stadtbibliothek                                                                |
| Woltersdorf im Fläming (OT Zahna)              | 1839/40   | Evangelische Kirche Woltersdorf        | |
| Gumbinnen (Ostpreußen), seit 1946 Gussew       | 1840      | Salzburger Kirche                      | Saalkirche mit wiederaufgebautem Turm                                                               |
| Heudeber                                       | 1834–1843 | St. Stephani                           | |
| Krangen                                        | 1836–1837 | Dorfkirche                             | Erbaut als Normalkirche ohne Turm                                                                   |
| Lötzen (Ostpreußen), seit 1945 Giżycko         | 1827      | Evangelische Pfarrkirche am Marktplatz | Restauriert in den 1990er Jahren                                                                    |
| Lütte                                          | 1840      | Dorfkirche                             | [ 4 ]                                                                                               |
| Schönwalde                                     | 1844      | Dorfkirche                             | |
| Seelow                                         | 1830–1831 | Dorfkirche                             | seit den 1960er Jahren mit einem anderen Turm, nachdem der alte Kirchturm 1945 gesprengt worden war |
| Tarmow                                         | 1835      | Dorfkirche                             | [ 3 ]                                                                                               |
| Waldbröl                                       | 1843      | Evangelische Kirche an der Hochstraße  | Entwurf Schinkels                                                                                   |
| Wuthenow                                       | 1836–1837 | Schinkelkirche                         | Entwurf Schinkels mit Turm und Nebentürmen                                                          |